# Giuseppe Angelo Maria Carron di San Tommaso
Giuseppe Angelo Maria Carron di San Tommaso, marchese di Aigueblanche (Torino, 4 ottobre 1718 – Torino, 9 marzo 1796) è stato un militare e politico italiano, che fu ministro di stato e sovrintendente agli Archivi (1773) e successivamente Ministro di stato e primo segretario agli Affari Esteri (1 marzo 1773-5 settembre 1777) del Regno di Sardegna.

## Biografia
Nacque a Torino il 4 ottobre 1718, settimo figlio di Giuseppe Gaetano Giacinto, ministro di stato, e di Vittoria Teresa Saluzzo di Valgrana, dama d'onore della principessa di Piemonte. Giovanissimo entrò in servizio, con grado di alfiere, nel reggimento delle guardie e, l'11 marzo 1742, venne nominato secondo scudiero e gentiluomo di bocca del Duca di Savoia, mentre l'11 maggio 1750 divenne primo scudiero e gentiluomo di camera. Dal 17 maggio 1750 al 1753 prestò servizio a Dresda in qualità di inviato del governo del Regno di Sardegna presso l'elettore di Sassonia e re di Polonia Federico Augusto.
Nel corso del 1753 si ebbe un serio incidente diplomatico tra Dresda e Torino, iniziato da una decisa protesta della corte di Sassonia contro l'intenzione di papa Benedetto XIV di conferire alla nunziatura di Torino il cappello cardinalizio, non disponendo altrettanto per quella di Dresda. Tale protesta, contrariamente a ogni consuetudine diplomatica del tempo, fu pubblicata nella Gazzetta di Utrecht. La corte di Torino reagì richiamandolo nella Capitale dove venne rimproverato per non aver saputo prevenire o almeno tentare di attenuare il risentimento di re Federico Augusto. Tale accusa era infondata, in quanto Brühl, responsabile della politica estera di Dresda, cercava apparentemente di compensare con zelo esteriore il favore cui godevano all'interno dello stato ai cittadini di religione protestante.
Rientrato a Torino rinsaldò i suoi legami di amicizia, risalenti al 1742, con il duca di Savoia Vittorio Amedeo, che non godeva del favore del re, suo padre, Carlo Emanuele III,  le cui preferenze andavano al figlio cadetto duca del Chiablese. Vittorio Amedeo, in unione con lui e Sallier de la Tour, marchese di Cardon, progettava una politica estera meno remissiva. Il sottosegretario agli Affari esteri, Paolo Antonio Vuy, forniva periodicamente al duca, tramite lui, riassunti dei dispacci degli ambasciatori. All'atto della morte di Carlo Emanuele III, il 20 febbraio 1773, il nuovo re Vittorio Amedeo III licenziò in breve lasso di tempo tutti i ministri, per avvalersi di nuovi collaboratori.
Divenuto dapprima ministro di stato e sovrintendente agli Archivi, il 1 marzo 1773 assunse la segreteria degli Affari esteri, che diresse fino al 1777.
Quando ne assunse la direzione, la politica estera del Regno di Sardegna non aveva molte possibilità di ampliarsi. Il riavvicinamento tra l'Impero austriaco e il Regno di Francia, stabilito dal trattato di Versailles del 1756, aveva creato un ostacolo insormontabile alle ambizioni espansionistiche tradizionali di Casa Savoia, che il patto di famiglia tra i Borbone, del 1761, ne aveva ancora di più marcato l'isolamento. I matrimoni dei fratelli di re Luigi XVI, il conte di Provenza e il conte d'Artois, rispettivamente con le principesse Maria Giuseppina (1771) e Maria Teresa (1773), figlie di Vittorio Amedeo III, avevano reso possibile una alleanza di famiglia tra i Savoia ed i Borbone, che nell'intento di Casa Savoia serviva a garantire la stabilità del Piemonte, ma che aveva finito in realtà con l'attrarre il Regno di Sardegna nell'orbita dell'influenza francese.
Poco dopo la sua nomina a segretario per gli Affari esteri (agosto-settembre 1773), dovette affrontare una delicata vertenza con la Santa Sede in occasione della soppressione dell'ordine dei gesuiti. Egli incaricò l'ambasciatore piemontese a Roma, conte di Rivera, di presentare al papa il disappunto provato da re Vittorio Amedeo III nell'apprendere la notizia della avvenuta soppressione dell'ordine dei gesuiti e l'incameramento dei loro beni nel suo stato, non avendo egli ricevuto alcun preavviso. La questione diplomatica si risolse con le scuse porte a Vittorio Amedeo III dalla Santa Sede per la poco consueta procedura usata. 
I suoi sforzi a capo del ministero vennero, sin da subito, indirizzati al fine di sottrarre il Regno di Sardegna dall'influenza francese, divenuta pericolosa in quanto la perdurante alleanza tra la Francia e l'Austria impediva la ripresa della vecchia politica di equidistanza tra i due tradizionali contendenti. Tale indirizzo consentì, nel 1774, l'inizio di normali relazioni diplomatiche con il Regno di Prussia. Nello stesso anno si lavorò a stendere una memoria sulle misure che l'Inghilterra avrebbe potuto adottare al fine di per controbilanciare l'unione della casa d'Austria con la Francia, e vennero effettuate azioni diplomatiche in tal senso a Londra. Si adoperò per favorire un matrimonio tra il principe Carlo Emanuele e la principessa di Sassonia, mentre da subito si oppose fin al matrimonio tra Carlo Emanuele con Maria Clotilde, sorella di Luigi XVI, sostenuto invece dal conte d'Artois, dalla contessa di Provenza e dall'ambasciatore sardo a Parigi de Viry.  All'inizio del 1775 dovette rassegnarsi al previsto matrimonio di Carlo Emanuele con la principessa Maria Clotilde, ma prima che si celebrasse l'evento, 5 settembre 1775, pretese dalla Francia la stipula di un accordo segreto che garantiva lo stato sabaudo contro eventuali iniziative dell'Austria, contrariata dal nuovo limite posto alla sua influenza sulla corte francese.
La sua politica incontrò l'ostilità degli ambienti filo-francesi di Torino, e del segretario della locale ambasciata francese, Claude-Louis Bigot de Sainte-Croix. Nel 1775 cercò per la prima volta di allontanare quest'ultimo dalla Capitale, ma de Sainte-Croix venne difeso in tale occasione dal re. Riuscì nell'intento l'anno successivo, a causa di un incidente provocato dal sequestro, avvenuto su suo ordine, di una cassa contenente tutte le opere di Voltaire mandata dalla Francia per l'ambasciatore francese Louis Marie Michel Gabriel d'Esguilly, barone de Choiseul.
Nel 1777 fu scoperta una corrispondenza segreta tra il de Viry e il segretario del ministero, avvocato Paolo Antonio Vuy, nella quale erano contenute aspre critiche nei suoi confronti, non venendo risparmiati neanche il sovrano e i membri della famiglia reale. Inoltre Vuy aveva stornato a proprio favore, falsificando i sigilli reali, ingenti somme di denaro. In questo intrigo entrarono in gioco risentimenti e ambizioni personali in quanto il de Viry ambiva a sostituirlo alla testa della segreteria degli Affari esteri, e il Vuy si riprometteva di ottenere alcuni vantaggi da tale prospettiva. La corrispondenza segreta, della quale sembra fosse a conoscenza l'ambasciatore de Sainte-Croix, rappresentava evidentemente il tentativo di superare la sua politica anti-francese. Il Vuy fu allontanato dal suo ufficio e imprigionato nella fortezza di Asti, trasferito quindi in quella di Ceva, dove rimase sino alla sua morte, mentre il de Viry, richiamato in Patria, venne confinato per alcuni anni nelle sue tenute.
Poco amato, anche a causa del suo carattere aspro e diffidente, fu costretto a dimettersi da ministro il 5 settembre 1777, in seguito alle continue ed insistenti pressioni della contessa di Provenza. Sotto il ministero si erano stabiliti per la prima volta rapporti diplomatici con la Russia e la Turchia.
Già insignito della Gran Croce dell'Ordine dei Santi Maurizio e Lazzaro, il 17 novembre 1780 fu nominato Cavaliere dell'Ordine supremo della Santissima Annunziata. Ritiratosi a vita privata nelle sue terre in Savoia, si spense a Torino il 9 marzo 1796.

## Pubblicazioni
Sogno, versi sciolti di un cavaliere piemontese, Antiquario Bartoli, Padova s.d.

### Annotazioni
1. ↑  La famiglia Carron aveva costruito nel corso del Seicento il suo potere e il potenziamento della propria nobiltà sul controllo per quattro generazioni della carica di Primo Segretario, era stata emarginata sotto il regno di Carlo Emanuele III.
2. ↑  Mentre si trovava a Dresda scrisse una breve relazione sul paese, descrivendo anche la personalità di re Federico II di Prussia, e pur riconoscendo al sovrano delle qualità metteva in evidenza alcune riserve riguardo ai suoi sistemi personali di governo e sugli aspetti economici della sua politica.
3. ↑  Istruzioni in tal senso all'inviato sardo a Londra vennero inviate il 9 e il 16 aprile 1774.

### Fonti
1. 1 2 3 4 5 6 7 8 9 10 11 12 13 14 15 16 17 18 19 20 21 22  Baudi di Vesme 1969, pp. 523-524.
2. ↑   Raccolta per ordine di materie delle leggi, provvidenze, editti ..., Volume 1, 1818,  p. 152. URL consultato il 12 marzo 2021.
3. ↑  Ricuperati 2002, p. 52.
4. ↑  Ricuperati 1991, p. 54.
5. ↑  Ricuperati 2002, p. 482.
6. ↑  Burson, Wright 2015, p. 152.
7. 1 2  Burson, Wright 2015, p. 153.
8. ↑  Ricuperati 2002, p. 585.
9. 1 2  Ricuperati 1991, p. 57.
10. 1 2  Ricuperati 1991, p. 58.
11. ↑  Ricuperati 2002, p. 491.
12. ↑  I Cavalieri dell'Ordine Supremo della Santissima Annunziata